# Dipseudopsis collaris
Dipseudopsis collaris is een schietmot uit de familie Dipseudopsidae. De soort komt voor in het Palearctisch en Oriëntaals gebied.